# Simonus
Simonus là một chi nhện trong họ Zoridae.